# NGC 2369
NGC 2369 este o galaxie spirală situată în constelația Carena. A fost descoperită în 1834 de către John Herschel. Se află la o distanță de 34,36 de megaparseci de Pământ.